# Свети Николај Охридски и Жички
Свети Николај Охридски и Жички или владика Николај (световно Никола Велимировић; Лелић, код Ваљева, 23. децембар 1880/4. јануар 1881 — Либертивил, 18. март 1956) био је епископ охридски и жички, истакнути теолог и беседник. Због свог ораторског умећа био је називан „Нови Златоусти”. Он је новоканонизовани српски светитељ као Свети владика Николај Охридски и Жички.
Његово рођено име је Никола. У младости је тешко оболео од дизентерије и заклео се да ће посветити свој живот Богу, ако преживи. Преживео је и замонашио се под именом Николај. Велимировић је школован на Западу. У младости је био и заступник либералних идеја и екуменизма. Такође је примљен у свештенство и брзо је постао важна личност у Српској православној цркви, посебно у односима са Западом. У међуратном периоду постао је предводник православних богомољаца и окренуо се антиевропејству и конзервативизму. Када су у Другом светском рату Нацистичка Немачка и Фашистичка Италија извршиле агресију и окупирале Краљевину Југославију,  епископ Николај је стављен у интернацију и на крају одведен у логор Дахау, где је био заточен заједно са патријархом Гаврилом од 25. септембра 1944. године до почетка новембра 1944. године. По завршетку рата, епископ Николај је одлучио да се не врати у Југославију, у коју су на власт дошли комунисти. Уместо тога, 1946. емигрирао је у Америку, где је и остао до своје смрти 1956.
Централно место у Велимировићевим размишљањима чинила је критика хуманизма, европске цивилизације, материјалистичког духа и сл. О Европи је мислио као о великом злу којег се треба чувати, и презирао је њену културу, науку, прогрес. Епископ Николај је био дубоко очаран српском прошлошћу немањићког периода па је она, по њему, требало да буде парадигма нове српске стварности. Велимировић је снажно подржавао јединство свих православних цркава и успоставио је добре односе са англиканском и Америчком епископалном црквом. Уврштен је међу 100 најзнаменитијих Срба свих времена.

## Биографија

### Детињство и школовање
Николај је рођен 23. децембра 1880, по јулијанском, тј. 4. јануара 1881. по грегоријанском календару. Родио се у селу Лелићу, недалеко од Ваљева, на падинама планине Повлена. Његови родитељи, Драгомир и Катарина, били су прости земљорадници и побожни хришћани, нарочито мајка. На крштењу је добио име Никола. О пореклу породице Велимировић постоје два становишта. Једно је да су они пореклом из Загарача из Катунске нахије, а друго је да су они пореклом из Бањана, старохерцеговачког племена. Познато је да се породица доселила у Лелић крајем 18. века из Осата у Босни.
Своје образовање Никола је отпочео у манастиру Ћелије, где га је отац одвео да се описмени макар толико „да зна читати позиве од власти и на њих одговарати“, па да га онда задржи на селу као хранитеља и „школованог“ човека. Од првих дана показивао је своју изузетну ревност у учењу. Његову даровитост запазио је и његов учитељ Михајло Ступаревић и препоручио му наставак школовања у ваљевској гимназији, где се Никола показао као добар ђак, иако је, да би се школовао, служио у варошким кућама, као и већина ђака у то време.
По завршетку шестог разреда гимназије, Никола је конкурисао у Војну академију, али га је лекарска комисија одбила, јер је био „ситан“ и није имао довољан обим груди. Одмах по одбијању ове комисије, Никола подноси документа за београдску Богословију, где је био примљен, иако опет не без тешкоћа, наводно због слабог слуха за певање.
Као ученик Богословије је био успешан. Његово истицање у наукама било је резултат систематског рада. У своме школском учењу није се држао само скрипти и уџбеника, него је читао и многа друга дела од општеобразовног значаја. До своје 24. године већ је био прочитао дела Његоша, Шекспира, Гетеа, Волтера, Виктора Игоа, Ничеа, Маркса, Пушкина, Толстоја, Достојевског и других. Посебно је у богословији био запажен својим мислима о Његошу, кога је као песника и мислиоца волео и још у ваљевској гимназији добро простудирао.

### Учитељ
За време школовања у Београду Никола је због становања у мемљивом стану и слабе исхране добио туберкулозу од које је годинама патио. По свршетку богословије је краће време био учитељ у селима Драчићу, Горњем и Доњем Лесковицу, више Ваљева, где је изблиза упознао живот и духовност српског сељака и где се спријатељио са свештеником Савом Поповићем, избеглим из Црне Горе, са којим је ишао по народу и помагао му у парохијским пословима. Летње распусте је, по савету лекара, проводио на мору, тако да је тада упознао и са љубављу описао живот Бокеља, Црногораца и Далматинаца. Већ у богословији помагао је проти Алекси Илићу у уређивању листа „Хришћански весник“, у коме је и неколико година објављивао своје прве текстове и радове.

### Студирање
После тога, Никола је био изабран од стране Цркве да са другим питомцима, државним стипендистима, пође на даље школовање у Русију или Европу. Изабрао је тада радије студирање у Европи, на старокатоличком факултету у Берну, а затим је прошао студирајући и Немачку, Енглеску и Швајцарску, а нешто касније и Русију.
Своје студије у Берну Николај је, у својој 28. години, окончао докторатом из теологије, одбранивши дисертацију под насловом „Вера у Васкрсење Христово као основна догма Апостолске Цркве”. Следећу 1909. годину Никола је провео у Оксфорду, где је припремао докторат из филозофије и затим га у Женеви, на француском, и одбранио („филозофија Берклија”).

### Болест и монашење
Вративши се из Европе Николај се, у јесен 1909, разболео од дизентерије и у болници лежао око 6 недеља. Он се ускоро и монаши у манастиру Раковици и постаје јеромонах Николај (20. XII 1909).
По повратку са студија требало је, по тадашњем закону, нострификовати своје дипломе, али како није имао пуну свршену гимназију, морао је полагати седми и осми разред и велику матуру, да би тек онда могао предавати у Богословији. Ипак, пре но што је постао суплент у Богословији, упућен је од митрополита Србије Димитрија у Русију, где је провео годину дана, највише путујући по широкој Русији и упознајући њен црквени живот, душу руског човека и његове светиње. За то време написао је и своје прво веће дело — студију „Религија Његошева“.

### Суплент Богословије
Као суплент Богословије Св. Саве у Београду Николај је предавао филозофију, логику, психологију, историју и стране језике. Но он није могао остати у оквирима Богословије. Он зато почиње да пише, говори и објављује. Почиње са беседама по београдским и другим црквама широм Србије, па онда држи и предавања на Коларчевом универзитету и другим местима. Говорио је углавном на теме из живота. Истовремено, Николај објављује у црквеним и књижевним часописима своје чланке, беседе и студије: о Његошу, о Ничеу и Достојевском и на друге филозофско-теолошке теме.

### Беседник
Године 1912. позван је у Сарајево на прославу листа „Просвета“, где се упознао са највиђенијим представницима тамошњих Срба: Ћоровићем, Дучићем, Шантићем, Грђићем, Љубибратићем и другима. Познате су тадашње његове речи да су „својом великом љубављу и великим срцем Срби Босанци анектирали Србију Босни“, што је у ери аустријске анексије било изазовно, па је при повратку у Београд скинут са воза у Земуну и задржан неколико дана. Исте аустријске власти нису му дозволиле да следеће године отпутује у Загреб и говори на тамошњој прослави Његоша, но његова је беседа ипак у Загреб доспела и била прочитана.
Народни рад Николајев наставља се још више када је ускоро Србија ступила на пут ратова за ослобођење и уједињење Српског и осталих Југословенских народа. У судбоносним данима ратова, од 1912. до 1918. године, Николај активно учествује.
Николај је живо и активно учествовао и у тадашњем црквеном животу, мада је имао критичких примедби на рад и понашање извесних црквених људи. Његова је, међутим, критика била позитивна (он се убрзо разишао са протом Алексом из „Хришћанског весника“ због негативних погледа овога на стање у Српској Цркви) и таква је остала до краја живота.

### Мисија за времеПрвог светског ратау Америци и Енглеској
Априла месеца 1915. године Српска влада је упутила Николаја из Ниша у Америку и Енглеску (где је остао до априла 1919) у циљу рада на националној српској и југословенској ствари. Он је по Америци, и затим Енглеској, држао бројна предавања: у црквама, универзитетима, хотелима и по другим установама, борећи се на тај начин за спас и уједињење Срба и Јужнословенских народа. Већ августа 1915. године он је на великом збору у Чикагу објединио и придобио за југословенску ствар (програм Југословенског одбора) велики број народа и свештенства, и то не само православног, него и римокатоличког, унијатског и протестантског, који су тада јавно изразили жељу за ослобођењем и уједињењем са Србијом. Велики број добровољаца из Америке отишао је тада на Солунски фронт, тако да заиста није неосновано оно изнето мишљење (од енглеског Начелника армије) да је „отац Николај био трећа армија“ за српску и југословенску ствар, јер је његов допринос тада заиста био велики. Николај је у ово време износио и идеју о уједињењу свих Хришћанских цркава. И од тада се он посебно спријатељио са Англиканском и Епископалном црквом. Такође је у то време помагао и групу наших студената у Оксфорду, где је једно време и предавао.

### Епископ жички и охридски
По завршетку рата, док је још био у Енглеској, изабран је (12/25. марта 1919) за епископа жичког, одакле је убрзо, крајем 1920, премештен у Охридску епархију. Тих година слан је у многе црквене и народне мисије: у Атину и Цариград, у Свету гору, у Енглеску и Америку. Николај је учествовао и на конференцијама за мир, на екуменским црквеним сусретима и скуповима, на конференцијама Хришћанске заједнице младих у свету, на Свеправославним консултацијама.
Но нарочито треба истаћи његову пастирску службу у Охридској епархији од 1920. до 1931. године и потоњој Охридско-битољској епархији од 1931. до 1936. године, а затим и у његовој првобитној Жичкој епархији где ће бити коначно враћен 1936. године, по жељи Архијерејског сабора и народа. Тек као епископ охридски и жички, Николај развија своју пуну и праву делатност у свим правцима црквеног и народног живота, не занемарујући притом ни свој богословско-књижевни рад. Он је такође много допринео и уједињењу наших помесних црквених јединица на територији новостворене државе (од које често није имао ни разумевања ни нарочите подршке).
Посебно је на Владику Николаја деловао древни Охрид. На Николаја је већ била извршила добар утицај православна Русија. Сада је тај утицај наставио и употпунио Охрид и Света гора, коју је Владика сваког лета редовно посећивао. Света гора и дела Светих Отаца, која је у ово време Николај нарочито много читао и проучавао, извршили су на њега трајни утицај. На Битољској богословији је сарађивао са суплентом богословије светим Јованом Шангајским и Јустином Поповићем. Други је често помагао и писао похвално о богомољачком покрету који је водио Николај и био сатрудник на мисионарском пољу са избеглим православним Русима испред Октобарске револуције.

### Духовна делатност
Из овог периода потичу многа важна дела Владике Николаја. Овде треба макар споменути и она друга не мање значајна општенародна дела као што су његов рад са народом и посебно са богомољцима,
Николај је из Охрида и Жиче развио и многострану међуцрквену делатност. Тако је учествовао 1930. године на Предсаборној конференцији Православних Цркава у манастиру Ватопеду. Затим је радио на обнови општежитељног начина живота у манастиру Хиландару. Бивао је често на међународним сусретима младих хришћана у свету и на више екуменских сусрета и конференција у свету. Такође је настојао да одржава добре односе са Бугарина и Грцима, као и добре међуверске односе у предратној Југославији.
Николај је био умешан и у познату „ Конкордатску борбу“ када је изненада и мистериозно преминуо Патријарх српски Варнава. Остао је између осталога познат Николајев телеграм и Отворено писмо „Господину др Антону Корошецу, Министру унутрашњих послова“ (август 1937) у којем се жали на „пандурски курјачки напад 19. јула на мирну православну литију пред Саборном црквом у Београду“ и на гоњење и хапшење многих недужних православних свештеника и верника широм Југославије.
Упркос сличности политичких ставова Велимировића и Љотића, између њих је до краја 1930-их и почетка 1940-их постојала разлика. Велимировић је осуђивао немачки империјализам, док је Љотић остао поштовалац нацизма, који је сматрао вредним савезником у борби против комунизма и наводне јеврејске завере. Ипак, Велимировић никада није јавно осудио Љотићев пронемачки став.
Николај је, уз Патријарха Гаврила, имао свој удео и у обарању антинародног пакта владе Цветковић-Мачек, због чега је од народа био поздрављен, а од окупатора Немаца посебно омражен.

### Заробљеништво за време Другог светског рата
Немачка обавештајна служба је Николаја Велимировића регистровала као изразитог англофила, упркос томе што је Велимировић био близак вођи покрета Збор Димитрије Љотићем.
Априлски рат и капитулација Краљевине Југославије затекли су Велимировића у манастиру Жичи. Пошто је Велимировић у Врњачкој Бањи одржао јавну проповед против партизана, агенти Зихерхајтсдинста и Љотићев министар у Недићевој влади Михаило Олћан су посетили Велимировића са циљем да га приволе да сарађује са Немцима. Од ове намере се одустало јер су Немци сматрали да је Велимировић повезан са Драгољубом Михаиловићем. Харалд Турнер и Милан Недић су дошли до закључка да би Велимировића требало интернирати у околину Београда, али до тога није дошло. Ипак, јануара 1942. Велимировић је обавестио Гестапо да је спреман за сарадњу у борби против партизана. Захваљујући овој понуди и Љотићевој интервенцији, Велимировић је остао у манастиру Љубостињи све до 18. новембра 1942, када је пребачен и стављен под стражу у манастир Војловицу код Панчева због сумње за сарадњу са четницима. Маја 1943. тамо је пребачен из Раковице и патријарх Гаврило Дожић. Сачуван је из тих дана, у једној свесци, Николајев „Молбени канон и Молитва“ Пресветој Богородици Војловачкој, као и касније написане, у Бечу јануара 1945. већ познате „Три молитве у сенци немачких бајонета“, забележене на корицама Јеванђеља у Српској цркви у Бечу.
Дана 14. септембра 1944. године Немци су владику Николаја и патријарха Гаврила спровели из Војловице у концентрациони логор Дахау. Тамо су они затворени у посебном делу за високе официре и свештенство (Ehrenbunker), третирани боље од осталих и имали статус посебних заточеника (Ehrenhäftling). У Дахауу су остали три месеца, до децембра 1944. године када их Немци ослобађају на интервенцију Хермана Нојбахера, као део погодбе са Љотићем и Недићем. Путовали су заједно са Миланом Недићем и Херманом Нојбахером у Словенију, где се Љотић и Недић са другим српским националистима (Момчилом Ђујићем, Доброславом Јевђевићем) припремали да воде битку против партизана. За време боравка у Словенији, Велимировић је благосиљао љотићевце и четнике. На Љотићевој сахрани одржао је посмртни говор. Након Љотићеве погибије, Велимировић је напустио Словенију и отишао за Аустрију, где су га задржали Американци. По пуштању, отишао је у Енглеску, па потом у Америку, док се патријарх Гаврило Дожић вратио у Београд.

### Америка
Николај је дошао у Америку током 1946. године, где је од тада чешће побољевао.
У Југославији је сматран сарадником фашиста и издајником. Држављанство му је одузето, a име стављено на листу аутора чија се дела нису могла објављивати у земљи.
У Америци је Николај наставио свој црквени рад, па је путовао по Америци и Канади. Николај је и у Америци наставио своју списатељску и богословску делатност, како на српском тако и на енглеском језику. Из овога времена потичу његова дела „Касијана“, „Земља Недођија“, „Жетве Господње“, „Диван“ и његово последње, недовршено дело „Једини Човекољубац“. Из Америке је стизао да колико може помогне и нашим манастирима и појединцима у старом крају, шаљући скромне пакете и прилоге, нарочито у црквеним стварима и потребама.
Владика Николај је у Америци и повремено предавао: у привременој српској богословији у манастиру Св. Саве у Либертивилу, у њујоршкој Академији Св. Владимира и у руским богословијама Свете Тројице у Џорданвилу и Св. Тихона у Саут Канану, у Пенсилванији. У овој последњој га је и смрт затекла. Из манастира Св. Тихона пренет је затим у манастир Светог Саве у Либертивил и сахрањен крај олтара цркве, на јужној страни 27. марта 1956, уз присуство великог броја православних Срба и других верника широм Америке.

### Пренос моштију у Србију
На своме заседању 1990. године, Свети архијерејски сабор Српске православне цркве донео је одлуку да се тело владике Николаја пренесе из Либертивила у Србију и сахрани у владичиној Спомен-цркви у Лелићу, његовом родном месту.
Владичине свете мошти су већ 24. априла 1991. године биле извађене из гроба и премештене у нови ковчег који је одмах унешен у манастирску цркву Манастира Светог Саве у Либертивилу. Када су све потребне припреме око преноса моштију биле завршене, Епископски савет Српске православне цркве у Северној Америци позвао је све свештенике и вернике на опроштај који је почео у суботу 27. априла 1991. године у Манастиру Светог Саве у Либертивилу са Светом заупокојеном архијерејском литургијом а потом парастосом који је служио епископ источноамерички Митрофан уз саслужење владике Фирмилијана и тридесет свештеника и ђакона. На Светој литургији и парастосу је одговарао хор студената Богословског факултета под руководством њиховог професора о. Милоша Весина, пароха јужночикашког. На крају Свете литургије, владика Митрофан је одржао беседу о владици Николају. Потом је говорио Антоније Ђурић који се тих дана налазио у посету Србима Северне Америке. После парастоса су сви присутни целивали крст и поклонили се моштима.
Владичине мошти су 2. маја 1991. године, у пратњи епископа западноамеричког Хризостома и епископа Митрофана, пренешене авионом из Чикага у Србију. Коначно, 3. маја 1991. године, ЈАТ-ов авион са ковчегом моштију владике Николаја слетео је на београдски аеродром. Дочекали су га највиши представници Српске православне цркве на челу са патријархом српским Павлом и мноштвом народа. Са аеродрома, у свечаној поворци, тело је пренешено у храм Светог Саве на Врачару.
У спомен-храму мошти су боравиле до 5. маја, а потом су пренесене у манастир Жичу – седиште његове епархије. Из Жиче пренете су 12. маја 1991. године у владичино родно место Лелић и положене у његову задужбину, која је убрзо претворена у манастир. На Светој архијерејској литургији коју је у Лелићу служио патријарх Павле уз саслужење свих архијереја Српске православне цркве, многобројним свештенством и монаштвом, окупило се преко 30.000 људи међу којима су присутни били и многобројни представници политичког, јавног и културног живота Србије.

### Канонизација
Патријарх српски Павле био је велики противник брзих канонизација. Противио се свакој брзоплетости, посебно када је реч о будућим светитељима. Годинама је одлагао додељивање ореола Владики Николају и Јустину Поповићу, иако их је веома ценио и уважавао.
На пролећном заседању Светог архијерејског сабора Српске православне цркве у мају 2003. Николај Велимировић канонизован је за светитеља. Свечана канонизација обављена је у Храму Светог Саве на Врачару, у Београду, 24. маја 2003.
6. октобра 2003. године, одлуком Светог синода Руске православне цркве, име cветог Николаја је уврштено у месецослов Руске православне цркве са прослављањем његовог сећања 20. априла (дан преноса његових моштију), како је установљено у Српској православној цркви.
Већ следеће године, епископ шабачко-ваљевски Лаврентије је своју задужбину, манастир Соко близу Љубовије и Крупња, посветио Св. Николају. Манастир Соко је освештан 8. маја 2004. године. У овом манастиру постоји и музеј посвећен Св. Николају, његова велика биста у дворишту манастира и још једна велика зграда која се зове „Дом Св. владике Николаја” и у којој преко лета бораве учесници „Мобе”.
У ариљском селу Трешњевица 2016. године освештана је Црква Светог Николаја Жичког.
У црквеној литератури се цитирају речи Јустина Поповића који га сматра „тринаестим апостолом”, „светим српским јеванђелистом” и „највећим Србином после светог Саве”, док га у верским круговима редовно упоређују са светим Јованом Крститељем и светим Јованом Златоустим.

## Николај Велимировић и Никола Тесла
Николај Велимировић и Никола Тесла су се упознали 1916. године у Њујорку, преко Теслиног пријатеља, професора Паје Радосављевића. Тада јеромонах, Николај је покушао да обједини Србе у Америци, да дају подршку Србији, која је војевала против Аустроугарске империје. У том правцу, Николају су Пупин и Тесла били обавезни саговорници. Затегнути односи Тесле и Пупина и јако критичан став Радосављевића према Пупину су учинили да заједнички проглас Тесле, Пупина и Радосављевића није потписан. Николај је касније писао Радосављевићу да жали што је покушао да уведе Теслу у ствари народне те да би био грех одвраћати га од његовог посла. Усменим предањем је сачувана анегдота о разговору Тесле и Николаја у погледу сличности (невидљивост) струје и силе Божије.

## Контроверзе
У књизи „Кроз тамнички прозор“, написаном током заробљеништва у Дахау, за рат оптужују се нехришћанске идеологије Европе, попут: демократије, комунизма, социјализма, атеизма и верске толеранције. У основи ових појава Велимировић види јеврејско деловање:
То Европа не зна, и у томе је сва очајна судба њена, сва мрачна трагедија њених народа. Она ништа не зна осим оног што јој Жидови пруже као знање. Она ништа не верује осим оног што јој Жидови заповеде да верује. Она не уме ништа да цени као вредност док јој Жидови не поставе свој кантар за меру вредности. Њени најученији синови су безбожници (атеисти), по рецепту Жидова. Њени највећи научници уче да је природа главни бог, и да другог Бога изван природе нема, и Европа то прима. Њени политичари као месечари у заносу говоре о једнакости свих веровања и неверовања. Сва модерна гесла европска саставили су Жиди, који су Христа распели: и демократију, и штрајкове, и социјализам, и атеизам, и толеранцију свих вера, и пацифизам, и свеопшту револуцију, и капитализам, и комунизам. Све су то изуми Жидова, односно оца њихова ђавола. За чуђење је да су се Европејци, потпуно предали Жидовима, тако да жидовском главом мисле, жидовске програме примају, жидовско христоборство усвајају, жидовске лажи као истине примају, жидовска гесла као своја примају, по жидовском путу ходе и жидовским циљевима служе.
Николај је овај рад написао у заробљеништву и он је објављен у Линцу, у Аустрији, 1985. године.
Присутно је уверење да је Велимировић активно помагао Јевреје у време рата, мада је само једна таква епизода забележена. Ела Трифуновић рођена Нојхаус (Neuhaus) је 2001. године писала Српској православној цркви тврдећи да је њу и њену породицу 18 месеци Велимировић скривао од Немаца у манастиру Љубостињи.
Поједини извори наводе да нема основа за оптужбе о антисемитизму владике Николаја и наводе да је Његов „антисемитизам” библијски, теолошки, какав је у Светом писму Старог и Новог завета.

## Наслеђе
По њему су назване ОШ „Николај Велимировић” Шабац, ОШ „Владика Николај Велимировић” Ваљево и ОШ „Свети владика Николај” Брадарац.
О животу владике Николаја снимљен је документарни филм Свети Николај Српски.
На ободу Архиепископије Београдско-карловачке у насељу Ресник под Авалом подигнут је храм Светом Владици Николају Жичком. Храм је грађен у периоду од 2017. до 2019. године. Старешина храма је свештеник Александар Милутиновић а ктитор госпођа Сања Јаковљевић власник фирме "Беорол".
Од 2021. године излази часопис „Николајеве студије” посвећен истраживању његовог богословског и црквеног доприноса.
Британска списатељица Ребека Вест је о владици Николају написала: Најизузетније људско биће које сам икада срела.
Свети Јустин Ћелијски је сматрао да је владика Николај највећи Србин после Светог Саве. Патријарх српски господин Порфирије сматра да је Свети Николај Охридски и Жички, уз епископа Атанасија и Светог оца Јустина Ћелијског, најзначајни српски теолог у свету.

## Књижевна дела
Николај Велимировић објавио је велики број књижевних дела духовне садржине. У периоду после Другог светског рата његова дела су била забрањена за штампање у Југославији. Тек касних осамдесетих година она почињу овде поново да се штампају, пре тога су углавном штампана у дијаспори заслугом епископа Лаврентија, а затим овамо преношена.
Његова дела су:
- Успомене из Боке, 1904.
- Француско-словенска борба у Боки которској 1806-1814 (?) (нем. Französisch-slawische Kämpfe in der Bocca di Cattaro 1806-1814), 1910.
- Религија Његошева, 1911.
- Изнад греха и смрти, 1914.
- Место Србије у светској историји (енг. Serbias place in human history), 1915.
- Србија у светлости и мраку (енгл. Serbia in light and darkness), 1916.
- Патерик Манастира светог Наума, 1925.
- „[[Охридски пролог]]”. Архивирано из оригинала 08. 02. 2018. г. Приступљено 27. 11. 2017. Сукоб URL—викивеза (помоћ), 1928.
- Рат и Библија, 1932.
- Емануил: тајне неба и земље: чудесни доживљаји из оба света, 1937.
- Три молитве у сенци немачких бајонета, 1945.
- Победиоци смрти: православна читања за сваки дан године, 1949.
- Земља Недођија: једна модерна бајка, 1950.
- Песме молитвене, 1952.
- Касијана; наука о хришћанском појимању љубави, 1952.
- Диван: наука о чудесима, 1953.
- Жетве Господње: од почетка до нашег времена и до краја, 1953.

### Постхумно објављена
| - Једини Човекољубац: живот Господа Исуса Христа, 1958. - Први божји закон и рајска пирамида, 1959. - О херојима нашег времена: беседа говорена једног необичног мутног и малодушног дана 1914., 1976. - Омилије на недељна и празнична јеванђеља епископа охридског Николаја, 1976. - Мисионарска писма, 1977. - Српски народ као Теодул, 1984. - Пустињак Охридски, 1986. - Рад на ослобађању отаџбине, 1986. - Косово и Видовдан, 1988. - Молитве на језеру, 1988. - Речи о свечовеку, 1988. - Вера светих: катихизис Источне православне цркве, 1988. - Небеска литургија, 1991. - Три авети европске цивилизације, 1991. - О Богу и о људима, 1993. - Национализам светог Саве, 1994. - Дивно чудо: приче и поуке, 1995. - Душа Србије, 1995. - Говори српском народу кроз тамнички прозор, 1995. - Индијска писма; Изнад Истока и Запада , 1995. - Нове беседе под Гором, 1995. - Сан о словенској религији, 1996. - Књига о Исусу Христу, 1997. - Устанак робова, 1997. - Духовна лира: празничне песме, 1998. | - Оче наш као основа друштвеног живота, 1998. - Символи и сигнали, 1998. - Царев завет, 1999. - Љубостињски стослов, 1999. - Живот светог Саве, 1999. - Цветник, 2001. - Наука о закону, 2003. - О Европи; Духовни препород Европе, 2003. - Агонија цркве - Некролози - Трагедија Србије - О Светом Сави - Религиозни дух Словена - Словенски револуционарни католицизам - Европска цивилизација угрожена због болести душе - Вера и нација - Нови идеал у васпитању - Божије заповести - Средњи систем - Србија је мала Америка - О Православљу - Мали мисионар - Рођење Христово - Васкрсење Христово |